# Лихтенштейн на зимних Олимпийских играх 1994
Лихтенштейн принимал участие в Зимних Олимпийских играх 1994 года в Лиллехамере (Норвегия), но не завоевал ни одной медали.

## Результаты соревнований

### Горнолыжный спорт
Мужчины
| Соревнование      | Спортсмены    | Скоростной спуск/ 1 спуск | Скоростной спуск/ 1 спуск | Слалом/ 2 спуск | Слалом/ 2 спуск | Всего   | Место | Отставание |
| Соревнование      | Спортсмены    | Время                     | Место                     | Время           | Место           | Всего   | Место | Отставание |
| ----------------- | ------------- | ------------------------- | ------------------------- | --------------- | --------------- | ------- | ----- | ---------- |
| скоростной спуск  | Юрген Хаслер  | не проводится             | не проводится             | не проводится   | не проводится   | 1:47,62 | 29    | +1,87      |
| скоростной спуск  | Ахим Фогт     | не проводится             | не проводится             | не проводится   | не проводится   | 1:47,98 | 33    | +2,23      |
| скоростной спуск  | Маркус Фозер  | не проводится             | не проводится             | не проводится   | не проводится   | 1:48,93 | 39    | +3,18      |
| скоростной спуск  | Марко Бюхель  | не проводится             | не проводится             | не проводится   | не проводится   | 1:48,97 | 40    | +3,22      |
| гигантский слалом | Ахим Фогт     | 1:31,12                   | 24                        | 1:25,26         | 21              | 2:56,38 | 21    | +3,92      |
| гигантский слалом | Марко Бюхель  | 1:31,82                   | 28                        | DNF             | DNF             | DNF     | DNF   | DNF        |
| гигантский слалом | Даниэль Фогт  | 1:31,97                   | 30                        | DNF             | DNF             | DNF     | DNF   | DNF        |
| гигантский слалом | Ханс Буркхард | 1:32,73                   | 34                        | DNF             | DNF             | DNF     | DNF   | DNF        |
| супергигант       | Даниэль Фогт  | не проводится             | не проводится             | не проводится   | не проводится   | 1:35,08 | 27    | +2,55      |
| супергигант       | Марко Бюхель  | не проводится             | не проводится             | не проводится   | не проводится   | 1:35,78 | 32    | +3,25      |
| супергигант       | Ахим Фогт     | не проводится             | не проводится             | не проводится   | не проводится   | DNF     | DNF   | DNF        |
| супергигант       | Юрген Хаслер  | не проводится             | не проводится             | не проводится   | не проводится   | DNF     | DNF   | DNF        |

| Соревнование    | Спортсмены   | Скоростной спуск | Скоростной спуск | Слалом  | Слалом | Всего   | Место |
| Соревнование    | Спортсмены   | Время            | Место            | Время   | Место  | Всего   | Место |
| --------------- | ------------ | ---------------- | ---------------- | ------- | ------ | ------- | ----- |
| суперкомбинация | Ахим Фогт    | 1:38,53          | 14               | 1:47,70 | 28     | 3:26,23 | 24    |
| суперкомбинация | Марко Бюхель | 1:40,82          | 34               | 2:07,03 | 33     | 3:47,85 | 33    |

Женщины
| Соревнование      | Спортсменка          | Скоростной спуск/ 1 спуск | Скоростной спуск/ 1 спуск | Слалом/ 2 спуск | Слалом/ 2 спуск | Всего   | Место | Отставание |
| Соревнование      | Спортсменка          | Время                     | Место                     | Время           | Место           | Всего   | Место | Отставание |
| ----------------- | -------------------- | ------------------------- | ------------------------- | --------------- | --------------- | ------- | ----- | ---------- |
| гигантский слалом | Биргит Хееб-Батлинер | 1:22,58                   | 13                        | 1:13,51         | 17              | 2:36,09 | 11    | +5,12      |
| супергигант       | Биргит Хееб-Батлинер | не проводится             | не проводится             | не проводится   | не проводится   | DNF     | DNF   | DNF        |

### Лыжные гонки
Мужчины
| Соревнование                 | Спортсмен     | Результат | Место | Отставание |
| ---------------------------- | ------------- | --------- | ----- | ---------- |
| 10 км классическим стилем    | Маркус Хаслер | 27:17,1   | 55    | +2:57,0    |
| 10 км классическим стилем    | Штефан Кунц   | 28:44,8   | 76    | +4:24,7    |
| Гонка преследования 10+15 км | Маркус Хаслер | 1:06:05,4 | 39    | +5:56,6    |
| Гонка преследования 10+15 км | Штефан Кунц   | 1:09:19,6 | 64    | +9:10,8    |
| 30 км классическим стилем    | Маркус Хаслер | 1:18:18,7 | 21    | +5:52,3    |
| 30 км классическим стилем    | Штефан Кунц   | 1:24:00,0 | 55    | +11:33,6   |
| 50 км классическим стилем    | Маркус Хаслер | 2:18:40,1 | 30    | +11:19,8   |
| 50 км классическим стилем    | Штефан Кунц   | 2:20:38,1 | 38    | +13:17,8   |

### Санный спорт
Мужчины
| Соревнование | Спортсмен     | 1 заезд   | 1 заезд | 2 заезд   | 2 заезд | 3 заезд   | 3 заезд | 4 заезд   | 4 заезд | Итоговый результат | Итоговое место |
| Соревнование | Спортсмен     | Результат | Место   | Результат | Место   | Результат | Место   | Результат | Место   | Итоговый результат | Итоговое место |
| ------------ | ------------- | --------- | ------- | --------- | ------- | --------- | ------- | --------- | ------- | ------------------ | -------------- |
| Одиночки     | Марко Фельдер | 52,279    | 27      | 52,445    | 28      | 52,122    | 26      | 52,563    | 29      | 3:29,409           | 27             |